# 최가박당 2 - 대현신통
최가박당 2 - 대현신통(最佳拍檔大顯神通, Aces Go Places II)은 홍콩에서 제작된 증지위 감독의 1983년 코미디, 액션 영화이다. 허관걸 등이 주연으로 출연하였고 맥가 등이 제작에 참여하였다.

## 출연

### 주연
- 허관걸
- 맥가
- 실비아 창

### 조연
- 쿠라타 야스아키
- 서극
- 엽하리
- 왕정
- 조사리
- 조달화
- 조 딤믹
- 누남광
- 증지위
- 황바이밍

## 제작진
- 미술: 시남생